# Closes Vol. 1
Албумът Closes Vol. 1 е продуциран и записан от Boards of Canada. Излиза в ограничен тираж от 100 касети (1992 г.) и 30 диска (1997 г.), разпространявани предимно сред познати и роднини на групата.

## Опис
1. Treeline (1:02)
2. Godever (1:51)
3. True Map (5:22)
4. Close1 (0:50)
5. 5d (5:21)
6. Focus On The Spiral (1:28)
7. Tends Towards (8:48)
8. Close2 (1:04)
9. Eye / Ear (6:58)
10. Helios Sound (0:30)
11. Ithcus Sound (0:30)
12. Found The Way (6:06)
13. Close3 (0:26)
14. Numerator Original (6:31)
15. Fonec (5:42)
16. Trillions (3:19)
17. Close4 (0:34)